# 몽골리안 프린세스
"몽골리안 프린세스"는 2015년에 개봉한 대한민국의 영화이다.

## 캐스팅
- 정단우 : 단우 역
- 엘리자베스 가르시아 : 엘리자베스 역
- 박하나 : 하나 역
- 이은솔 : 은솔 역
- 김선영 : 지노 역
- 루시 로케 : 캐롤 역
- 이지은 : 음악감독 역
- 강은별 : 극장 직원 역
- 이태경 : 영화 관객 역
- 다니엘 케이 : 알렉스 역
- 키니스 피브 : 크리스 역
- 칼리드 타피아 : 마빈 역
- 미셸 올리버 : 캐시 역
- 유난희 : 미셸 역
- 홍석천 : 영화 배우 역 (특별출연)
- 김종수 : 영화 배우 역 (특별출연)
- 박혜진 : 하나 엄마 역 (특별출연)
- 제이정 : 영어강사 역 (특별출연)